# Caccothryptus laoseizsis
Caccothryptus laoseizsis is een keversoort uit de familie dwergpilkevers (Limnichidae). De wetenschappelijke naam van de soort werd in 1928 gepubliceerd door Maurice Pic.